# برج شفیع
برج شفیع مربوط به دوره زند است و در مهریز، بغدادآباد، کوچه محرابی، واقع شده و این اثر در تاریخ ۱۸ شهریور ۱۳۸۷ با شمارهٔ ثبت ۲۳۱۵۰ به‌عنوان یکی از آثار ملی ایران به ثبت رسیده است. این برج متعلق به خاندان شفیع در شهرستان می باشد .